# Lista de unidades federativas do Brasil por incidência da pobreza

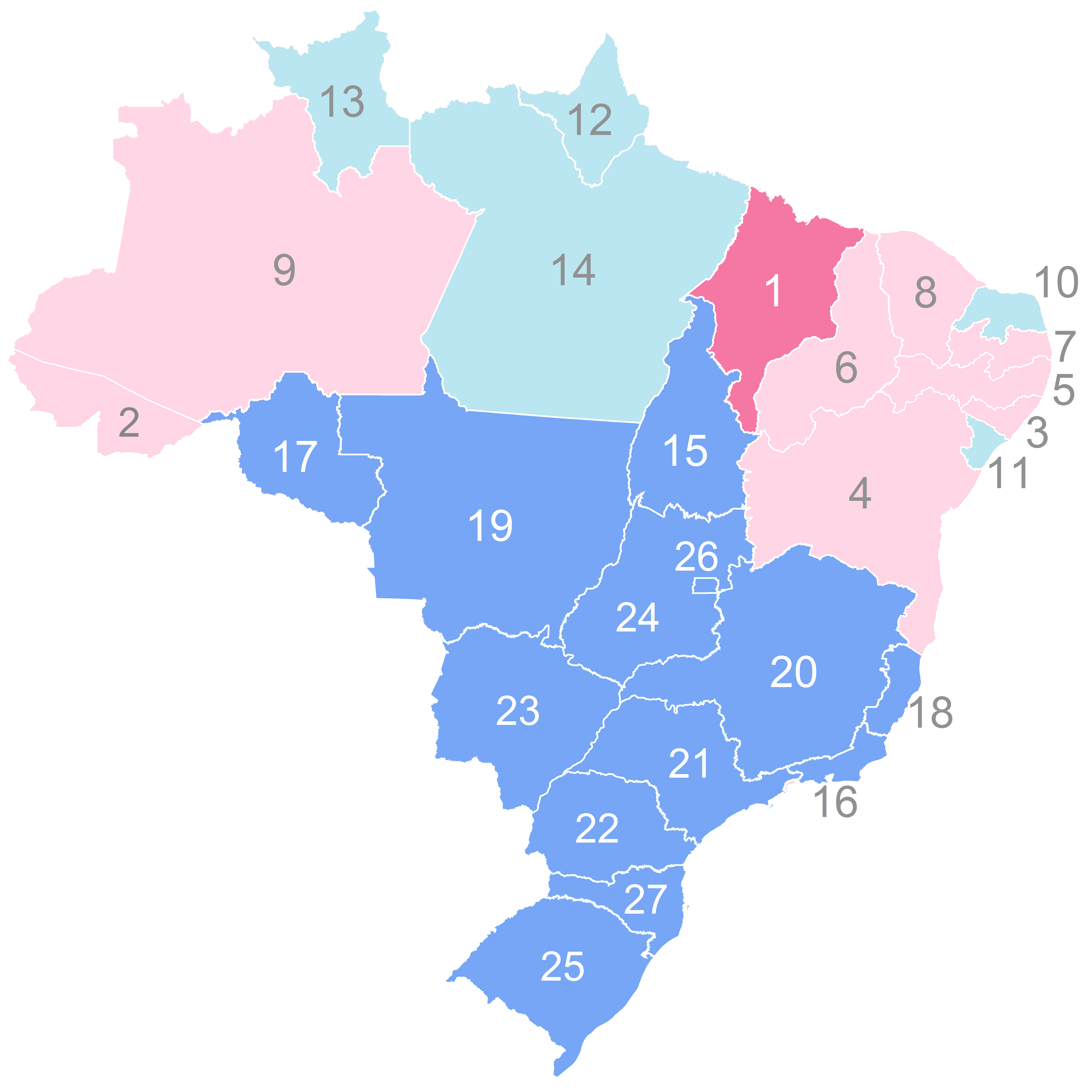
Mapa das unidades da federativas do Brasil por incidência da extrema pobreza, em 2022
≥ 15%
10% – 14,9%
5% – 9,9%
< 4,9%

Este anexo contém uma lista de unidades federativas do Brasil por incidência de extrema pobreza. O índice que representa o percentual de habitantes que estavam abaixo da linha de pobreza, que correspondia a uma renda mensal de R$ 70,00 reais per capita ao mês em 2010, e R$ 168 reais em 2020, com base no critério proposto pelo Banco Mundial.1
Segundo dados divulgados pelo Instituto Brasileiro de Geografia e Estatística (IBGE), em 2010 o país registrava 6,62% da população vivendo na extrema pobreza. Passado uma década, em 2020 a taxa de extrema pobreza nacional ficou em 5,7%, em 2021 aumentou para 8,4%. Entre 2020 e 2021, número de pessoas vivendo em situação de miséria teve salto de quase 50% no país; consequência da pandemia e descontinuidade dos subsídios do auxílio-emergencial por parte do governo.
A proporção de pessoas em situação de pobreza, que viviam com até R$ 637,00 por mês, caiu de 36,7% em 2021 para 31,6% em 2022, enquanto o percentual na linha de extrema pobreza, dos que viviam com menos de R$ 200,00 por mês, saiu de 9,0% em 2021 para 5,9% em 2022.
Os estados com as menores incidências de pobreza extrema são Santa Catarina e o Distrito Federal, ambos com 1,8% da população em 2022, ante o ano anterior com 2,1% e 4,2%, respectivamente. O Maranhão (15%), segue como a maior taxa entre os estados, ante 21% em 2021.
Houve no Brasil uma substancial mudança em uma década e uma evolução positiva dos indicadores sociais do país, especialmente em relação ao aumento da expectativa de vida, queda da mortalidade infantil, acesso a saneamento básico, coleta de lixo e diminuição da taxa de analfabetismo. Apesar da melhora desses índices, ainda há nítidas diferenças regionais, especialmente em relação ao nível de renda.

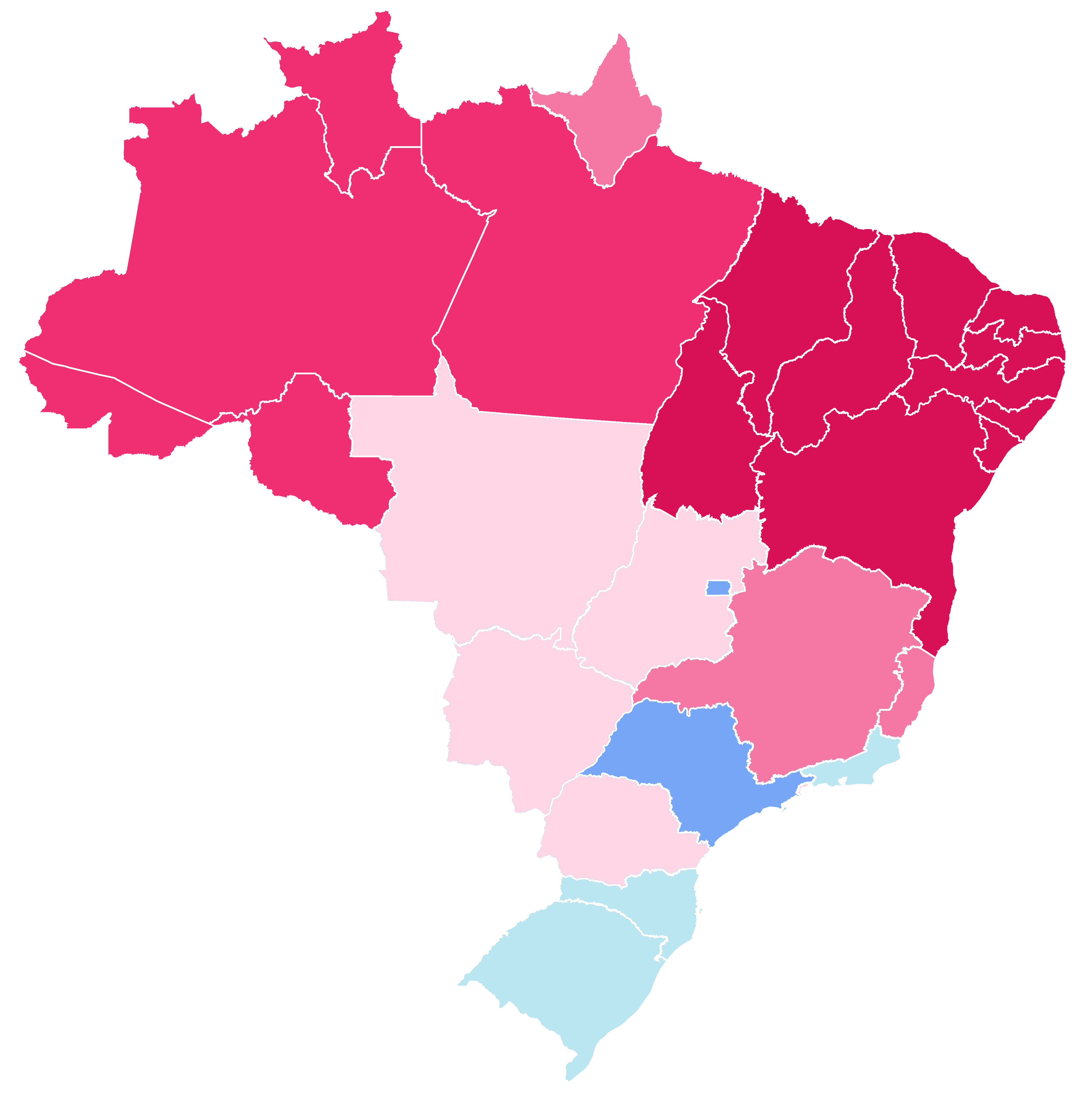
Mapa das unidades federativas do Brasil por incidência da extrema pobreza, em 1990
≥ 30%
20% – 29,9%
15% – 19,9%
10% – 14,9%
5% – 9,9%
< 4,9%

## Classificação por taxa de extrema pobreza
Classificação das unidades federativas do Brasil por limiar de extrema pobreza (< R$ 209 Reais/ mês). *Recorde de extrema pobreza no Brasil na pandemia em 2020-2021.
| Posição 2022 | Unidade federativa  | (%) Extrema pobreza 2023 | (%) Extrema pobreza 2022 | (%) Extrema pobreza 2021* |
| ------------ | ------------------- | ------------------------ | ------------------------ | ------------------------- |
| 1            | Acre                | 13,2 %                   | 14,0%                    | 17,6%                     |
| 2            | Maranhão            | 12,2%                    | 15,0%                    | 22,6%                     |
| 3            | Ceará               | 9,4%                     | 10,9%                    | 16,0%                     |
| 4            | Pernambuco          | 9,3%                     | 11,7%                    | 19,4%                     |
| 5            | Alagoas             | 8,8%                     | 13,1%                    | 16,4%                     |
| 6            | Bahia               | 8,8%                     | 11,9%                    | 17,0%                     |
| 7            | Piauí               | 8,1%                     | 11,6%                    | 16,1%                     |
| 8            | Sergipe             | 8,1%                     | 8,9%                     | 14,9%                     |
| 9            | Paraíba             | 7,4%                     | 11,1%                    | 16,7%                     |
| 10           | Roraima             | 7,2%                     | 7,8%                     | 11,3%                     |
| 11           | Amazonas            | 6,6%                     | 10,5%                    | 16,2%                     |
| 12           | Rio Grande do Norte | 6,3%                     | 9,4%                     | 14,9%                     |
| 13           | Pará                | 5,7%                     | 7,5%                     | 15,3%                     |
| 14           | Rondônia            | 4,4%                     | 4,3%                     | 8,1%                      |
| 15           | Tocantins           | 4,2%                     | 4,9%                     | 7,6%                      |
| 16           | Amapá               | 3,6%                     | 7,9%                     | 11,8%                     |
| 17           | Rio de Janeiro      | 3,6%                     | 4,5%                     | 7,6%                      |
| 18           | Espírito Santo      | 2,7%                     | 4,1%                     | 7,2%                      |
| 19           | Mato Grosso         | 2,6%                     | 4,1%                     | 3,5%                      |
| 20           | Minas Gerais        | 2,2%                     | 3,2%                     | 4,5%                      |
| 21           | São Paulo           | 2,2%                     | 2,9%                     | 4,4%                      |
| 22           | Paraná              | 2,2%                     | 2,9%                     | 3,9%                      |
| 23           | Mato Grosso do Sul  | 2,0%                     | 2,7%                     | 4,0%                      |
| 24           | Distrito Federal    | 1,9%                     | 1,8%                     | 4,3%                      |
| 25           | Santa Catarina      | 1,4%                     | 1,8%                     | 2,4%                      |
| 26           | Goiás               | 1,3%                     | 2,7%                     | 3,8%                      |
| 27           | Rio Grande do Sul   | 1,3%                     | 2,5%                     | 2,9%                      |
| -            | Brasil              | 4,4%                     | 5,9%                     | 9,0%                      |

## Extrema pobreza por regiões, 2022

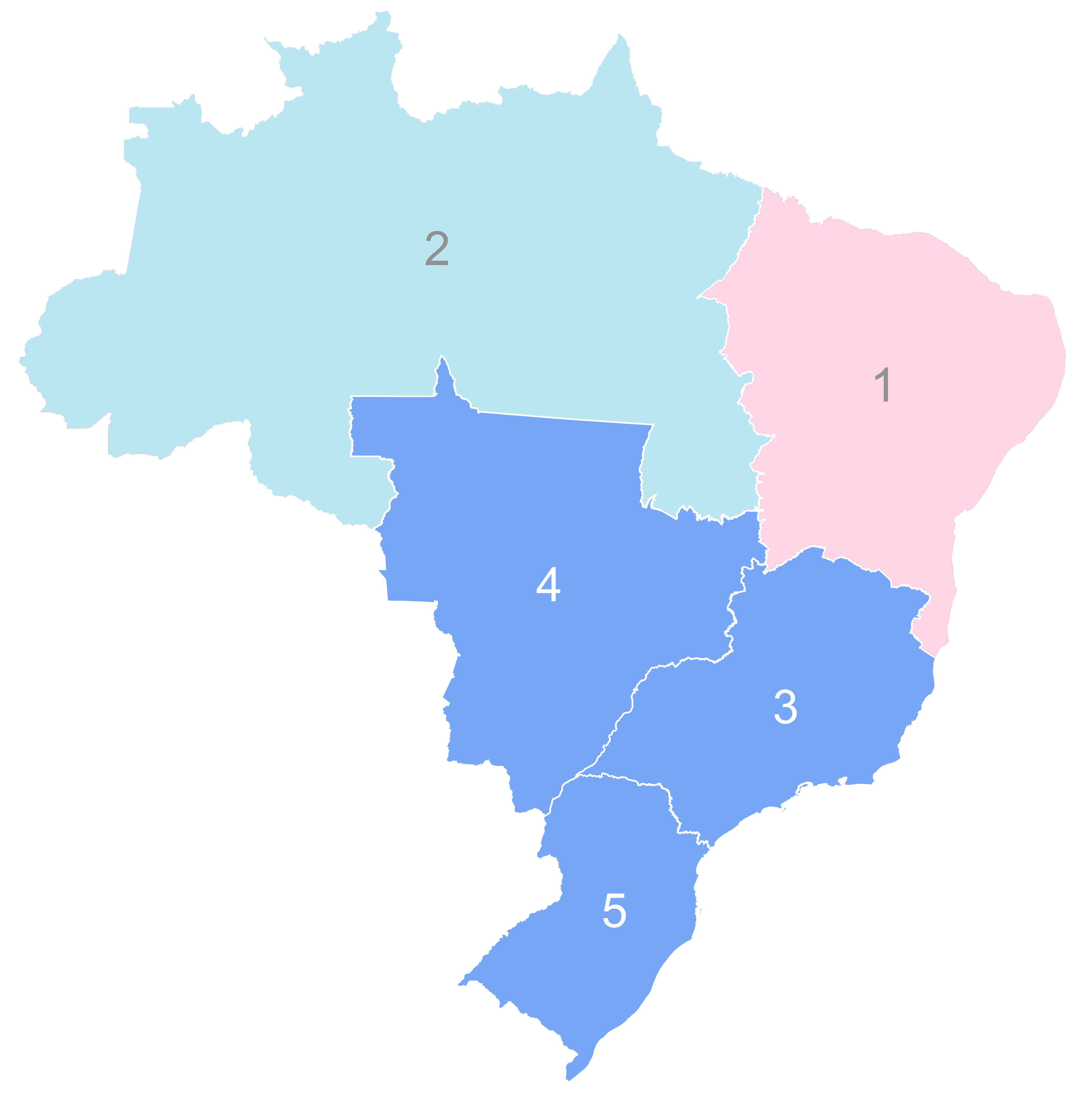
Mapa das grandes regiões do Brasil por incidência da extrema pobreza, em 2022
> 10%
< 10%
< 4,0%

Abaixo a taxa de extrema pobreza por grandes regiões do Brasil 
| Posiç. | Regiões      | (%) Extrema pobreza 2023 |
| ------ | ------------ | ------------------------ |
| 1      | Nordeste     | 9,1%                     |
| 2      | Norte        | 6,0%                     |
| 3      | Sudeste      | 2,5%                     |
| 4      | Centro-Oeste | 1,8%                     |
| 5      | Sul          | 1,7%                     |

## Histórico da taxa de extrema pobreza, 2010–2020
Posição das unidades federativas do Brasil por limiar de extrema pobreza. Quando a diferença está em vermelho a extrema pobreza diminuiu, em verde é porque cresceu. 
| Posição 2020 | Unidade federativa  | Extrema pobreza 2020 (%) | Extrema pobreza 2010 (%) | Diferença 2010-2020 | País comparável em 2020                           |
| ------------ | ------------------- | ------------------------ | ------------------------ | ------------------- | ------------------------------------------------- |
| 1            | Santa Catarina      | 1,9%                     | 1,7%                     | +11,76%             | Roménia                                           |
| 2            | Rio Grande do Sul   | 2,4%                     | 2,9%                     | -17,24%             | Sérvia                                            |
| 3            | Mato Grosso do Sul  | 2,6%                     | 5,0%                     | -48,00%             | Fiji                                              |
| 4            | Distrito Federal    | 2,6%                     | 1,9%                     | +36,84%             | Fiji                                              |
| 5            | Mato Grosso         | 2,7%                     | 5,9%                     | -54,23              | Filipinas                                         |
| 6            | São Paulo           | 3,1%                     | 2,7%                     | +14,81%             | México                                            |
| 7            | Goiás               | 3,2%                     | 3,7%                     | -13,51%             | México                                            |
| 8            | Minas Gerais        | 3,2%                     | 4,7%                     | -31,91%             | México                                            |
| 9            | Espírito Santo      | 3,8%                     | 4,3%                     | -11,62%             | Egito                                             |
| 10           | Paraná              | 3,8%                     | 3,0%                     | +26,66%             | Nicarágua                                         |
| 11           | Rondônia            | 4,3%                     | 7,9%                     | -45,56              | Paquistão                                         |
| 12           | Rio de Janeiro      | 5,4%                     | 3,9%                     | +38,46%             | Mauritânia                                        |
| 13           | Tocantins           | 5,8%                     | 11,9%                    | -51,26%             | Índia                                             |
| 14           | Rio Grande do Norte | 6,1%                     | 13,0%                    | -53,07%             | Guiana                                            |
| 15           | Pará                | 7,6%                     | 19,2%                    | -60,41%             | Gâmbia                                            |
| 16           | Sergipe             | 7,9%                     | 15,3%                    | -48,36              | Gâmbia                                            |
| 17           | Paraíba             | 8,9%                     | 16,3%                    | -48,46%             | Vanuatu                                           |
| 18           | Ceará               | 9,3%                     | 18,4%                    | -49,45%             | Laos                                              |
| 19           | Roraima             | 9,4%                     | 17,9%                    | -47,48%             | Laos                                              |
| 20           | Amapá               | 9,4%                     | 12,8%                    | -26,56%             | Laos                                              |
| 21           | Piauí               | 9,5%                     | 21,6%                    | -56,01%             | Laos                                              |
| 22           | Bahia               | 9,9%                     | 17,7%                    | -44,06%             | Albânia                                           |
| 23           | Acre                | 10,2%                    | 18,9%                    | -46.03%             | Colômbia                                          |
| 24           | Alagoas             | 11,8%                    | 20,5%                    | -42,43%             | Gana                                              |
| 25           | Pernambuco          | 11,8%                    | 16,1%                    | -26,70%             | Gana                                              |
| 26           | Amazonas            | 12,5%                    | 19,3%                    | -35,23%             | Botswana                                          |
| 27           | Maranhão            | 14,4%                    | 26,3%                    | -45,24%             | [[File:\|22x20px\|border \|alt=\|link=]] Honduras |
| -            | Brasil              | 5,7%                     | 6,6%                     | -13,63%             | -                                                 |

## Nota
1 Pelos critérios do Banco Mundial adotados no Brasil, são consideradas extremamente pobres ou no limiar de miséria, as pessoas que dispõem de menos de US$ 1,90 dólar ao dia para sobreviver (PPC, 2011), ou R$ 70,00 reais per capita ao mês em 2010, ou menos de R$ 168 reais, em 2020 e atual per capita a US$ 2.25 (PPC 2017), correspondente a menos de R$ 200 reais per capita ao mês, em 2022.